# Bruce Lester
Pour les articles homonymes, voir Lester.
Bruce Lester (1912-2008) est un acteur britannique. 
Avant d'entamer sa carrière à Hollywood, il se fait connaître en Angleterre sous le nom de Bruce Lister.

## Filmographie partielle
- 1938 : Le Roi des gueux (If I Were King) de Frank Lloyd : Noel de Jolys
- 1938 : Le Vantard (Boy Meets Girl) de Lloyd Bacon : Rodney Bowman
- 1940 : La Lettre (The Letter) de William Wyler : John Withers
- 1940 : Orgueil et Préjugés (Pride and Prejudice) de Robert Z. Leonard : Charles Bingley
- 1940 : British Intelligence Service (British Intelligence) de Terry O. Morse
- 1941 : Un Yankee dans la RAF (A Yank in the RAF) de Henry King : Lieutenant Richardson
- 1941 : Shining Victory d'Irving Rapper : Docteur Bentley
- 1943 : Un espion a disparu (Above Suspicion) de Richard Thorpe : Thornley
- 1946 : Strange Journey de James Tinling
- 1947 : Les Anneaux d'or (Golden Earrings) de Mitchell Leisen : Richard Byrd
- 1948 : But Not in Vain d'Edmond T. Gréville : Fred Van Nespen
- 1951 : Les Nouveaux Exploits de Robin des Bois (Tales of Robin Hood) de James Tinling
- 1952 : Le Trappeur des grands lacs (The Pathfinder) de Sidney Salkow
- 1954 : Richard Cœur de Lion de David Butler : Castelaine